# Azerbeidzjan op het Eurovisiesongfestival 2008
Azerbeidzjan nam deel aan het Eurovisiesongfestival 2008  gehouden in Belgrado, Servië. Het was de eerste deelname van het land op het festival.

## Nationale selectie
De nationale omroep ITV organiseerde op 2 februari 2008 een nationale finale om de kandidaat en het lied te selecteren voor hun eerste deelname aan het festival. De finale werd ook uitgezonden in Litouwen, Georgië en Turkije.
Er namen 6 artiesten deel aan deze finale en de winnaar werd bepaald door een combinatie van televoting en jury.
| Volgorde | Artiest                            | Lied                       |
| -------- | ---------------------------------- | -------------------------- |
| 1        | Unformal                           | "Lalala song"              |
| 2        | Unformal                           | "Little Muse"              |
| 3        | Elnur Hüseynov                     | "If You Never Back"        |
| 4        | Elnur Hüseynov en Samir Javadzadeh | "Day After Day"            |
| 5        | Aynur Isgandarli                   | "Swear That You Will Stay" |
| 6        | Aynur Isgandarli                   | "Rhythm of Fire"           |

## In Belgrado
In de eerste halve finale trad Azerbeidzjan als zevende van 19 landen aan, na België en voor Slovenië. Het land behaalde een 6de plaats, met 96 punten, wat ruim voldoende was om de finale te bereiken.
België en Nederland hadden respectievelijk 5 en 4 punten over voor deze inzending.
In de finale moest men aantreden als twintigste van 25 landen aan, na Frankrijk en voor Griekenland. Het land behaalde een 8ste plaats, met 132 punten.
Men ontving twee keer het maximum van de punten.
België en Nederland hadden respectievelijk 7 en 2 punten over voor deze inzending.

### Gekregen punten

#### Halve finale 1
| 12 punten                              | 10 punten                    | 8 punten                             | 7 punten                 | 6 punten |
| -------------------------------------- | ---------------------------- | ------------------------------------ | ------------------------ | -------- |
|                                        | - Moldavië - Polen - Rusland | - Andorra - Duitsland                | - Griekenland - Roemenië |          |
| 5 punten                               | 4 punten                     | 3 punten                             | 2 punten                 | 1 punt   |
| - België - Finland - Ierland - IJsland | - Estland - Nederland        | - Bosnië en Herzegovina - Montenegro | - Armenië                |          |

#### Finale
| 12 punten             | 10 punten                       | 8 punten                                   | 7 punten                                        | 6 punten               |
| --------------------- | ------------------------------- | ------------------------------------------ | ----------------------------------------------- | ---------------------- |
| - Hongarije - Turkije | - Oekraïne - Rusland - Tsjechië | - Noord-Macedonië - Moldavië - Wit-Rusland | - Andorra - België - Georgië - Litouwen - Polen |                        |
| 5 punten              | 4 punten                        | 3 punten                                   | 2 punten                                        | 1 punt                 |
|                       | - Letland                       | - Bulgarije - Griekenland - Israël         | - Nederland - Roemenië                          | - Duitsland - Slovenië |

### Punten gegeven door Azerbeidzjan

#### Halve finale 1
Punten gegeven in de halve finale:
| 12 punten | Griekenland           |
| 10 punten | Israël                |
| 8 punten  | Rusland               |
| 7 punten  | Noorwegen             |
| 6 punten  | Roemenië              |
| 5 punten  | Moldavië              |
| 4 punten  | Bosnië en Herzegovina |
| 3 punten  | Polen                 |
| 2 punten  | Nederland             |
| 1 punt    | Slovenië              |

#### Finale
Punten gegeven in de finale:
| 12 punten | Turkije               |
| 10 punten | Rusland               |
| 8 punten  | Oekraïne              |
| 7 punten  | Israël                |
| 6 punten  | Griekenland           |
| 5 punten  | Noorwegen             |
| 4 punten  | Georgië               |
| 3 punten  | Bosnië en Herzegovina |
| 2 punten  | Servië                |
| 1 punt    | Albanië               |

2008 · 2009 · 2010 · 2011 · 2012 · 2013 · 2014 · 2015 · 2016 · 2017 · 2018 · 2019 · 2020 · 2021 · 2022 · 2023 · 2024 · 2025